# Место Варваринске битке и споменик грофу Орурку
Место Варваринске битке и споменик грофу Орурку је, одлуком Владе Републике Србије 1997. године, знаменито место у Србији.

## Историјат
Изузетно важна битка у Првом српском устанку одиграла се близу данашњег Варварина, код Саставака, на Варваринском пољу, у септембру 1810. године. Битка је трајала неколико дана и циљ је био спречавање даљег напредовања турске војске, која је вођена Хуршид-пашом освојила Крушевац и целу Крушевачку нахију. Српски устаници и руска царска војска, на чијем челу је био гроф Јосиф Корнелијус Орурк, супротставили су се освајачким намерама Османлија. Поред грофа, од српских старешина, издвојили су се и хајдук Вељко Петровић, Младен Миловановић, Станоје Главаш, обор кнез Јевта Бркић, барјактар Милета Радојковић, Узун Мирко Апостоловић, као и параћински војвода Илија Барјактаревић. Својом храброшћу се нарочито истакао Јово Курсула, који је у двобоју пред саму битку погубио Омер-агу Црног Арапина.
На прослави стогодишњице Варваринске битке, 1910. године, уз присуство краља Петра I Карађорђевића и његовог сина престолонаследника Александра, у непосредној близини цркве подигнут је споменик Јови Курсули и српским јунацима, а на Варваринском пољу подигнут је споменик (рад Ђованија Бертота) грофу Орурку и руским војницима. Оба споменика открио је краљ Петар на овој свечаности.